# Jessica Wittner
Jessica Wittner (Fresno, 15 marzo 1983) è un'astronauta statunitense.
Nel 2021 venne selezionata dalla NASA come candidata astronauta del Gruppo 23. Da gennaio 2022 seguì l'addestramento astronautico di base al Lyndon B. Johnson Space Center, concluso nel marzo 2024. 
Nel 2023, Wittner ha partecipato all'addestramento della ESA PANGAEA, organizzato dall'Agenzia spaziale europea, tenutosi tra Italia (gola del rio delle Foglie), Germania (Cratere di Nördlingen) e Spagna (Lanzarote), con i colleghi Thomas Pesquet e Takuya Ōnishi.